# Горнозаводский (Екатеринбург)
Горнозаво́дский (бывший Горнозаводский посёлок) — жилой район в Железнодорожном административном районе Екатеринбурга. С запада «Горнозаводский» граничит с жилым районом «Новая Сортировка», с севера — с заводом «Уралмаш», с востока — с «Северный промышленный», с юга — с жилым районом «Вокзальный».
В состав жилого района «Горнозаводский» входят: бывший Горнозаводский посёлок и бывший посёлок железнодорожной станции «Звезда». Район достаточно изолирован: с трёх сторон (запада, юга и севера) ограничен железнодорожными путями и из него есть лишь три выезда в соседние районы.

## Население
- 1 января 1929 — 1132 чел.[1]

## Транспорт

### Наземный общественный транспорт
- Остановки «Центр культуры Стрела», «Звезда», «Автоколонна», «Хладокомбинат НОРД»:

Автобус: № 56, 57 .

### Ближайшие станции метро
Действующих станций метро поблизости нет. Линий метро проводить в район не запланировано.